# SSV Vorsfelde
Der SSV Vorsfelde ist ein Fußballverein aus dem Wolfsburger Stadtteil Vorsfelde. Die erste Mannschaft spielte fünf Jahre in der Oberliga Niedersachsen/Bremen und nahm zweimal am DFB-Pokal teil.

## Geschichte
Der Verein wurde im Jahre 1921 gegründet. Im Jahre 1947 setzten sich die Vorsfelder in einem Entscheidungsspiel um die Teilnahme an der Landesliga Braunschweig gegen den VfL Wolfsburg durch. Nach zwei Jahren in der Landesliga spielte der SSV Vorsfelde von 1949 bis 1964 in der drittklassigen Amateurliga 4. Die Vorsfelder waren damit der einzige Verein, der dieser Liga ununterbrochen angehört hat. 1954 und 1958 konnte dabei der Abstieg nur knapp vermieden werden, während im Jahre 1962 mit vier Punkten Rückstand auf Meister Goslarer SC 08 die Vizemeisterschaft gefeiert werden konnte. Mit der Auflösung der Amateurliga 1964 verpasste der SSV Vorsfelde die neu geschaffene Verbandsliga Ost, in die die Mannschaft 1966 aufstieg. In der Saison 1969/70 wurden die Vorsfelder Vizemeister hinter den Sportfreunden Salzgitter. 
Bis 1984 hielt sich die Mannschaft in der Fünftklassigkeit, in die sie erst 1993 zurückkehrten. Ein Jahr später gelang der Aufstieg in die Niedersachsenliga Ost, bevor 1995 der Niedersachsenpokal gewonnen wurde. Im DFB-Pokal schieden die Vorsfelder mit 0:5 gegen den FC Schalke 04 aus. In der Verbandsligasaison 1995/96 konnte die Vizemeisterschaft errungen werden. In einer Relegationsrunde setzte sich der SSV Vorsfelde jeweils nach Verlängerung gegen den SC Weyhe und den SC Langenhagen durch und stieg in die Oberliga auf. In der ersten Oberligasaison der Vereinsgeschichte belegten die Vorsfelder überraschend den dritten Platz. Bei der zweiten DFB-Pokalteilnahme unterlag der SSV dem SV Meppen mit 0:2. Im Jahre 2000 musste die Mannschaft aus der Oberliga absteigen. Da acht Mannschaften aus der Regionalliga Nord abstiegen, reichte der zehnte Platz der Vorsfelder nicht.
Der Mannschaft gelang zwar der sofortige Wiederaufstieg, sie musste aber 2004 auf Anhieb wieder zurück in die Niedersachsenliga. Zwei Jahre später stieg der SSV Vorsfelde auch aus dieser Liga ab und pendelt seitdem zwischen Ober- und Bezirksoberliga. Seit dem Abstieg im Jahre 2009 spielt die erste Mannschaft in der Landesliga Braunschweig. In den Jahren 2015 und 2016 wurden die Vorsfelder dort Vizemeister hinter der SVG Göttingen 07 bzw. dem MTV Gifhorn, bevor es dann 2017 mit dem Aufstieg in die Oberliga Niedersachsen klappte. Als Viertletzter der Saison 2017/18 musste der SSV allerdings direkt wieder absteigen. Im Jahre 2023 stiegen die Vorsfelder erneut in die Oberliga auf. Zwei Jahre später folgte der Abstieg wegen der schlechteren Tordifferenz gegenüber dem FC Verden 04.

## Persönlichkeiten
- Bruno Akrapović
- Holger Ballwanz
- Michael Geiger
- Sergej Karimov
- Wilfried Kemmer
- Mike Könnecke
- Michael Lorkowski
- Michael Schulze
- Michael Spies